# Присередній широкий м'яз стегна
Присередній широкий м'яз (т. vastus medialis) одноперистий, плоский, розташований на передньо- присередній поверхні стегнової кістки. Вгорі і позаду цей м'яз прилягає до великого і довгого привідних м'язів, іноді навіть зрощений з ними. Присередня поверхня м'яза прикрита кравецьким м'язом.
Початок: від нижньої половими міжвертлюгової лінії, при середньої губи шорсткої лінії стегнової кістки, а також від присередньої міжм'язової перегородки стегна. М'яз прямує косо вниз, переходить у загальний сухожилок. Частина сухожилкових пучків цього м'яза бере участь в утворенні присереднього тримача наколінка (retinaculum patellae mediale).